# Jeanne Ire (reine de Navarre)
Pour les articles homonymes, voir Jeanne Ire et Jeanne de Navarre.
Jeanne Ire de Navarre, née le 14 janvier 1273 à Bar-sur-Seine (Champagne) et morte le 2 avril 1305 à Vincennes (France), princesse de la maison de Champagne, fut reine de Navarre et comtesse de Champagne de 1274 à 1305, et reine de France de 1285 à 1305 par son mariage avec Philippe IV le Bel.

## Biographie

### Reine de Navarre
Jeanne Ire était la fille du roi Henri Ier de Navarre et de Blanche d'Artois, de lignée capétienne. Encore au berceau à la mort de son père, elle est proclamée reine de Navarre à Pampelune sous la régence de sa mère. Aussitôt, deux factions navarraises apparaissent :  — l'une loyale à Jeanne et à sa mère, — l'autre favorable à une régence castillane du roi Alphonse X. La tension augmentant, la régente demande des soutiens au roi de France, qui lui envoie au début 1276 une troupe commandée par Eustache de Beaumarchais, sénéchal de Toulouse. L'arrivée de cette troupe ne fait qu'aggraver la situation et Blanche quitte alors la Navarre avec sa fille pour la cour de France. 

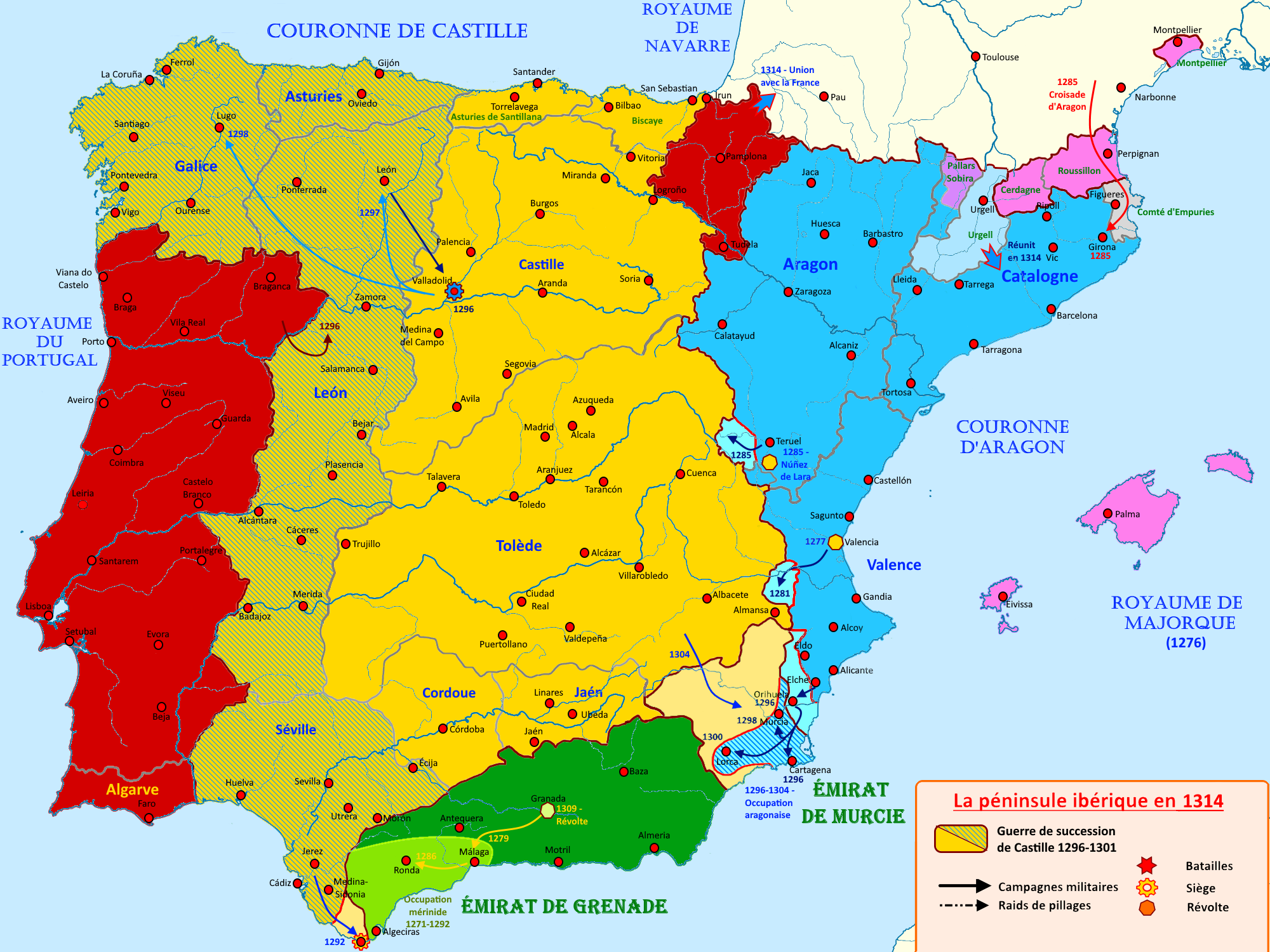
Le royaume de Navarre et la péninsule ibérique à l'époque de Jeanne Ire.

Pour faire respecter aux factions en présence les droits légitimes de la régente et de sa fille de trois ans, le roi Philippe III, son cousin, confia à Robert II d'Artois, le frère de Blanche, le soin de rétablir la paix. Robert ayant réuni une forte armée, il descendit en Navarre durant l'été 1276, assiégea la capitale Pampelune, prit et détruisit une partie de la ville et rétablit dès novembre 1276 l'autorité de la reine. Le chroniqueur et poète occitan Guillaume Anelier relata ces événements en détail dans son poème Histoire de la guerre de Navarre. Blanche, remariée depuis au prince anglais Edmond de Lancastre, assura le gouvernement du comté de Champagne, tandis que le royaume de Navarre était confié à des gouverneurs d'origine française.

### Mariage
Jeanne est depuis lors élevée à la cour de France, qu'elle ne quitta plus. Le 16 août 1284, à l'âge de 11 ans, elle épousa l'héritier de la couronne de France, Philippe, qui devint ainsi roi de Navarre sous le nom de Philippe Ier (1284-1305). En octobre 1285, son époux devint roi de France sous le nom de Philippe IV le Bel. Elle lui donna six enfants, dont une fille, Isabelle, qui devint reine d'Angleterre et trois fils, tous devenus rois de France.
Malgré son mariage, elle continua de régner seule sur ses domaines. En 1286, son mari se déplaça jusqu'à Bayonne pour rencontrer Sanche IV de Castille qui ne se présenta pas. Une nouvelle réunion entre les deux souverains eut lieu finalement à Bayonne en 1290. Dans les deux cas, Philippe évita d'intervenir sans son épouse en Navarre.
Lors de la guerre de Guyenne entre la France et l'Angleterre (1294-1303), elle fit en sorte que la Navarre reste à l'écart du conflit, bien que celui-ci se déroulât près de ses frontières.

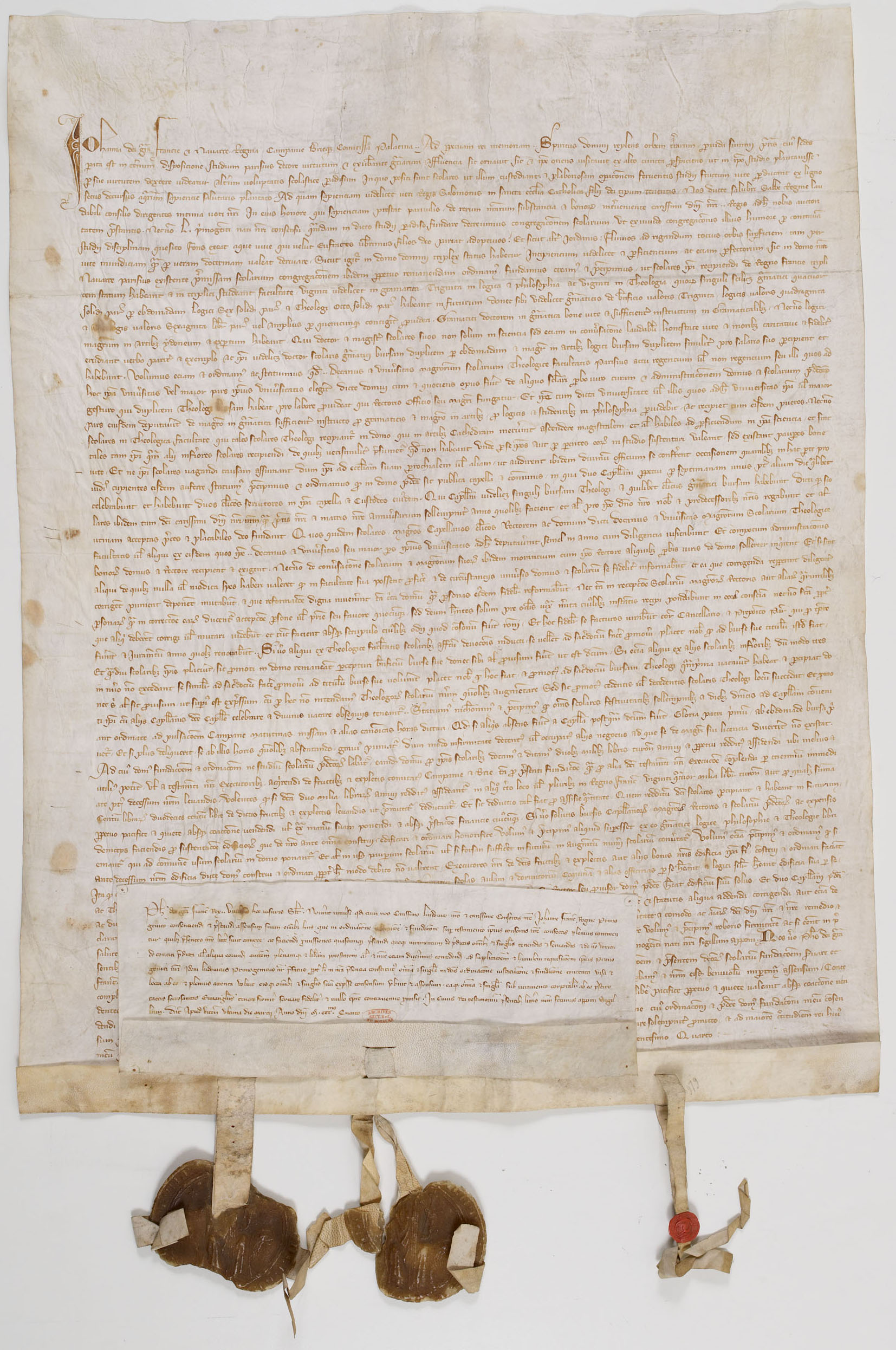
Acte de fondation du collège de Navarre à Paris, donné à Vincennes le 25 mars 1305 par Jeanne, reine de France et de Navarre, épouse de Philippe le Bel. Une petite charte est jointe à l’acte de fondation. Archives nationales AE/II/308a et AE/II/308b.

Elle est à l'origine de la création du collège de Navarre et de l'hôtel-Dieu de Château-Thierry. À la veille de sa mort en 1305, elle s'assura que son fils aîné Louis soit bien reconnu comme roi de Navarre par son époux, ce qui fut fait, Louis étant couronné en 1307 à Pampelune.

### Descendance
De son mariage avec Philippe le Bel sont issus sept enfants, dont :
- Louis le Hutin (1289-1316), roi de Navarre (Louis Ier, 1305-1316) et roi de France (Louis X, 1314-1316) ;
- Marguerite (1290-1294), promise à Ferdinand IV de Castille ;
- Blanche (1291-peu après sa sœur aînée) ;
- Philippe le Long (1293-1322), roi Philippe V de France et également roi Philippe II de Navarre (1316-1322) ;
- Charles le Bel (1294-1328), roi Charles IV de France et également roi Charles Ier de Navarre (1322-1328) ;
- Isabelle (1295-1358), épouse du roi d'Angleterre Édouard II ;
- Robert (1296-1308).

### Mort
Trois ans après la mort de sa mère Blanche d'Artois, elle meurt subitement elle aussi. À l'époque, la mort de Jeanne et de sa mère parurent suspectes. En 1308, une enquête fut ouverte et on arrêta un homme, l'évêque Guichard de Troyes, dont Blanche avait délaissé les services. Lors de son procès, Guichard s'était vanté de les avoir fait mourir avec l'aide d'une sorcière et d'un moine jacobin. Le Lombard Nossle fut arrêté, jugé et pendu en 1313 pour l'empoisonnement de la reine, Guichard fut absous.

### Testament

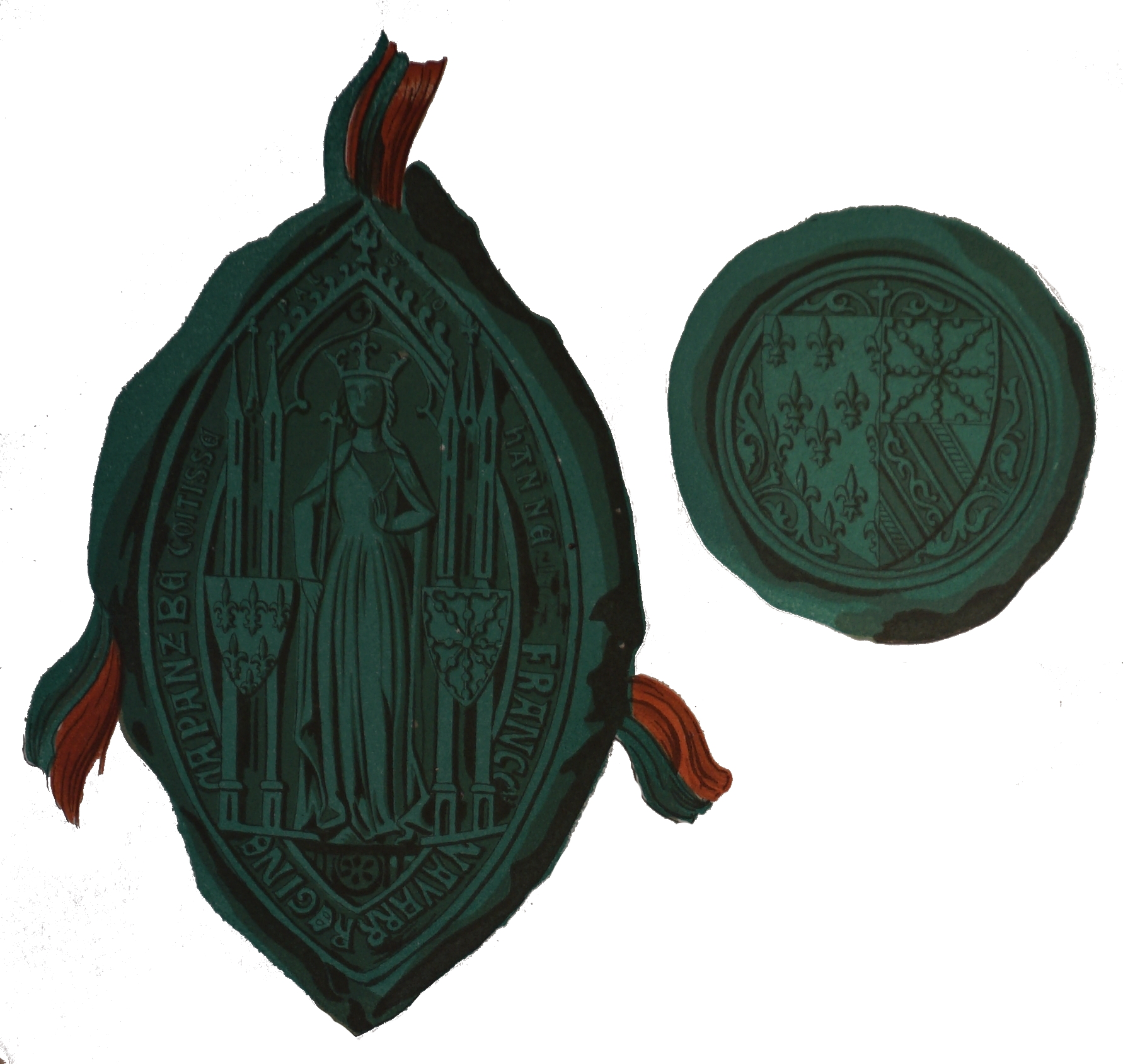
Sceau de Jeanne Ire de Navarre.

Peu de temps avant sa mort, le jour de l'Annonciation 1305 (25 mars), elle fait rédiger son testament au château de Vincennes. Ce document comprend deux volets : le premier consacré à la création d'un collège au sein de son hôtel particulier parisien, l'hôtel de Navarre, le second fonde un hôtel-Dieu pour l'accueil et le soin des membres souffrants du Christ à Château-Thierry. Le collège conçu sur le modèle de celui fondé par Robert de Sorbon connaît la postérité en tant que collège de Navarre. L'hôtel-Dieu quant à lui voit le jour quelques années plus tard. Aujourd'hui transformé en musée, il est à l'origine de l'hôpital de la ville.

### Domaines et propriétés
À Paris, elle possédait l'hôtel de Navarre, sis aux no 47-49 rue Saint-André-des-Arts, dans l'actuel 6e arrondissement de Paris.